# Darius Rucker
Darius Rucker er en sanger og guitarist fra USA. Tidligere medlem af Hootie & The Blowfish.

## Diskografi
- Back To Then (2002)
- Learn To Live (2008)
- Charleston, SC 1966 (2010)
- True Believers (2013)
- Home for the Holidays (2014)